# Liste wichtiger Werke der Albertina
Die Albertina ist ein Kunstmuseum in Wien. Die Sammlungen der Albertina (umfassend neben der Albertina die 2020 eröffnete Albertina modern und die 2024 eröffnete Albertina Klosterneuburg) beinhalten Werke, die einen reichen Überblick über die Kunstgeschichte vom 15. bis zum 21. Jahrhundert geben.
Die Albertina verfügt über folgende Sammlungen:
- Gemälde und Skulptur: Künstler der modernen und zeitgenössischen Kunstgeschichte vom französischen Impressionismus und Fauvismus über Werke der expressionistischen Künstlergruppen und der russischen Avantgarde bis hin zu zahlreichen Meisterwerken von Picasso bis zur Gegenwart.
- Grafische Sammlung: 1776 von Herzog Albert von Sachsen-Teschen begründet, umfasst sie heute Zeichnungen und Druckgrafiken von der Spätgotik bis zur Gegenwart.
- Fotosammlung: Porträt-, Architektur-, Landschaftsfotografie und Street Photography von den Anfängen des Mediums bis hin zur Gegenwart.
- Architektursammlung: Pläne, Skizzen und Modelle von der Spätgotik bis hin zur Architektur der Gegenwart.
- Prunkräume: Zwanzig aufwendig restaurierte Prunkräume, die mit wertvollen Wandbespannungen, Kronleuchtern, Kaminen, erlesenen Intarsien und edlen Möbeln ausgestattet sind.

## Beispielhafte Werkauswahl
| Bild | Künstler              | Titel (Entstehungsjahr)                       | Größe, Material                                                                            | Ausstellung/Sammlung/Besitzer |
| ---- | --------------------- | --------------------------------------------- | ------------------------------------------------------------------------------------------ | ----------------------------- |
|      | Albrecht Dürer        | Feldhase (1502)                               | Aquarell und Deckfarben, mit Deckweiß gehöht                                               | Albertina, Wien               |
|      | Albrecht Dürer        | Das große Rasenstück (1503)                   | Aquarell und Deckfarben, mit Deckweiß gehöht                                               | Albertina, Wien               |
|      | Albrecht Dürer        | Betende Hände (1508)                          | Pinsel in Grau und Schwarz, grau laviert, mit Deckweiß gehöht, auf blau grundiertem Papier | Albertina, Wien               |
|      | Leonardo da Vinci     | Halbfigur eines Apostels (1493–1495)          | Silberstift, Feder in Braun auf blau grundiertem Papier                                    | Albertina, Wien               |
|      | Pieter Bruegel d. Ä.  | Die großen Fische fressen die kleinen (1556)  | Pinsel und Feder in grau und schwarz, Übertragungslinien                                   | Albertina, Wien               |
|      | Pieter Bruegel d. Ä.  | Maler und Käufer (um 1565)                    | Feder in Braun                                                                             | Albertina, Wien               |
|      | Peter Paul Rubens     | Rubens Sohn Nikolas mit Perlenkette (um 1619) | Schwarze Kreide und Rötel, mit weißer Kreide gehöht                                        | Albertina, Wien               |
|      | Pierre-Auguste Renoir | Mädchenbildnis (Elisabeth Maître) (1897)      | Pastell auf Ingres-Papier                                                                  | Albertina, Wien               |
|      | Edgar Degas           | Zwei Tänzerinnen (um 1905)                    | Pastell auf Karton                                                                         | Albertina, Wien               |
|      | Henri Lebasque        | Auf der grünen Bank, Sanary (1911)            | Öl auf Leinwand                                                                            | Albertina, Wien               |
|      | Marc Chagall          | Mutterschaft (1914)                           | Öl auf Leinwand                                                                            | Albertina, Wien               |
|      | Claude Monet          | Seerosenteich (1917–1919)                     | Öl auf Leinwand                                                                            | Albertina, Wien               |
|      | Kasimir Malewitsch    | Mann in suprematischer Landschaft (1930–1931) | Öl auf Leinwand                                                                            | Albertina, Wien               |